# The Secret Life of...
The Secret Life of... – debiutancki album studyjny zespołu The Veronicas wydany 14.10.2005 w Australii, a w USA w Walentynki. Album uplasował się na 2. pozycji wśród albumów w Australii i pokrył się platyną 4x. Ponadto album zadebiutował na 5. miejscu w Nowej Zelandii i dotarł na 3. miejsce listy Billboard Top Heatseekers. The Secret Life of... został rozprowadzony w nakładzie 50,000 kopii w USA.
Na płycie znajdują się utwory:
1. 4ever
2. Everything I'm Not
3. When It All Falls Apart
4. Revolution
5. Secret
6. Mouth Shut
7. Leave Me Alone
8. Speechless
9. Heavily Broken
10. I Could Get Used to This
11. Nobody Wins
12. Mother Mother

Bonus Track (Europa i Brazylia)
1. A Teardrop Hitting The Ground

Bonus Track (USA)
1. How Long
2. Did Ya Think

Teledyski:
- 4ever (wersja australijska dwa razy i amerykańska)
- Everything I'm Not
- When It All Falls Apart
- Revolution